# Matthew Walker
Matthew Walker (ur. w 1973 w Liverpoolu) – profesor neuronauki i psychologii na Uniwersytecie Kalifornijskim w Berkeley. Specjalista w zakresie badania snu. Autor głośnej książki "Dlaczego śpimy?", mówca i popularyzator idei zbawiennego wpływu snu na zdrowie.

## Kariera naukowa
- 1996 ukończenie Uniwersytetu w Nottingham
- 1999 doktorat, Newcastle University[1]. Badania finansowane przez Medical Research Council (MRC) Neurochemical Pathology Unit.
- 2004 rozpoczęcie pracy na stanowisku assistant proffessor, Harvard Medical School
- 2007 rozpoczęcie pracy na stanowisku profesora neuronauki i psychologii na Uniwersytecie Kalifornijskim w Berkeley.

Walker jest szefem i założycielem Centrum Nauki o Ludzkim Śnie na wydziale psychologii Uniwersytetu Kalifornijskiego w Berkeley, we współracy z Helen Wills Neuroscience Istitute i Henry H. Wheeler Jr. Brain Imaging Center. Ośrodek zajmuje się badaniem wpływu snu na zdrowie i choroby u ludzi. Prowadzi badania używając metod obrazowania mózgu (rezonans magnetyczny MRI, pozytonowej tomografii emisyjnej PET), elektroencefalografii, geonomiki, proteomiki, stymulacji mózgu oraz testów kognitywnych.

## "Dlaczego śpimy"
Bestsellerowa książka wydana w 2017, później przetłumaczona na 40 języków. Książka zdobyła ogromną popularność, lecz poddano ją także krytyce. W kolejnych anglojęzycznych wydaniach autor wprowadził poprawki, a na kwestie poruszane przez czytelników i recenzentów odpisał w obszernym artykule na swoim blogu. W 2019 pojawiło się także wydanie polskie w tłumaczeniu Jacka Koniecznego.

Wzór chemiczny melatoniny, hormonu odpowiedzialnego u ludzi m.in. za poczucie senności.

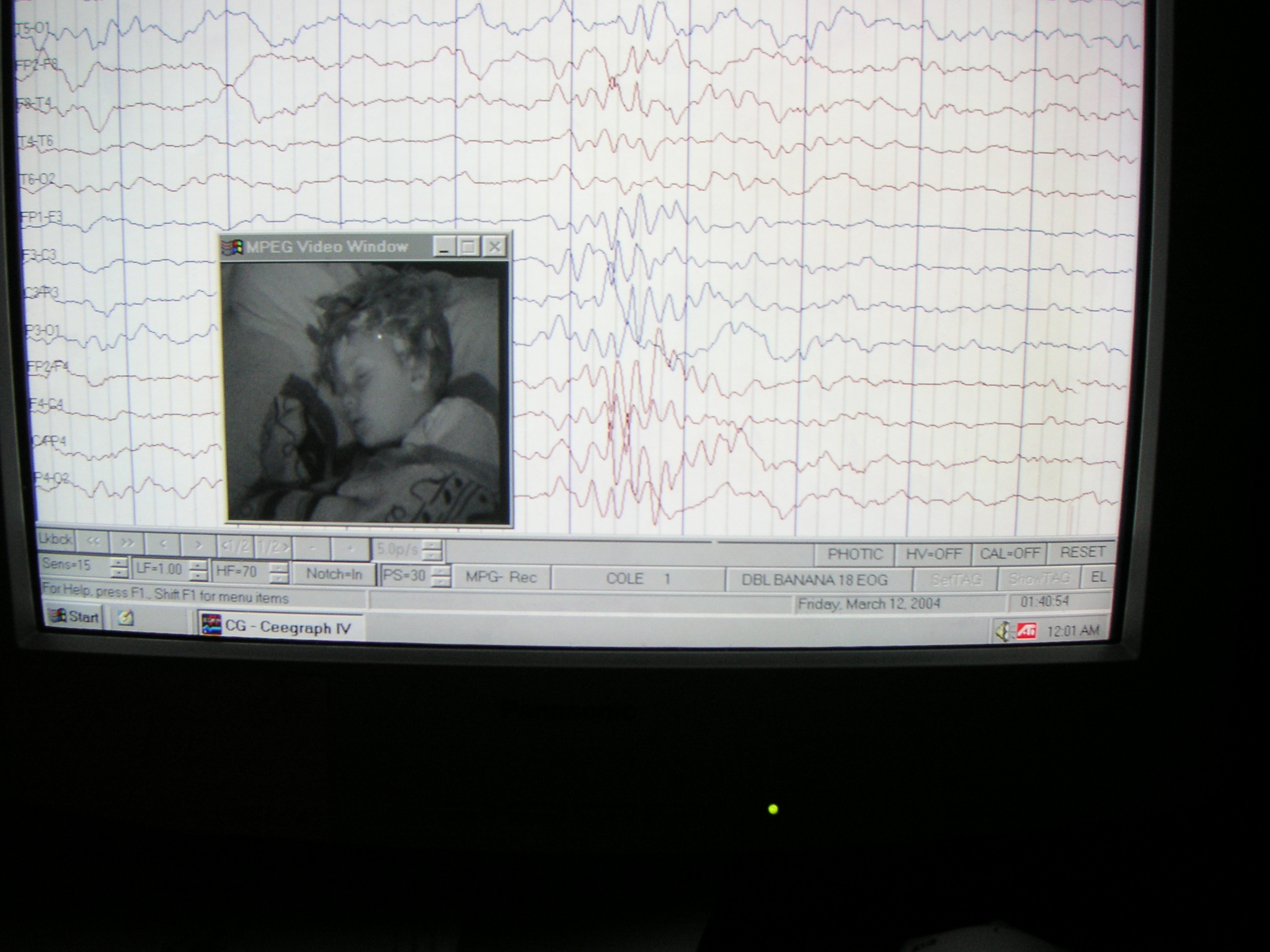
Wykres fal mózgowych śpiącego chłopca

Wykres aktywności mózgu w czasie snu, z oznaczeniem tzw. wrzecion snu.

Wybrane fakty prezentowane w publikacji:
- wszystkie organizmy żywe bez wyjątku śpią;
- jakość głębokiego snu i fazy REM odróżnia człowieka od innych organizmów żywych;
- człowiek ma naturalny cykl dobowy snu i czuwania;
- sen ma kluczową wartość w skutecznym zapamiętywaniu faktów;
- sen jest istotnym czynnikiem podwyższającym zdobywanie umiejętności motorycznych, takich jak gra na instrumentach czy uprawianie sportów;
- dłuższy brak snu powoduje spadek koncentracji porównywalny ze spożyciem alkoholu.